# Адміністративний поділ Того

Регіони Того

Того — країна на заході Африки, розташована між Ганою на заході, Беніном на сході та Буркіна-Фасо на півночі. Адміністративно Тоголезька республіка поділяється на 5 регіонів, які у свою чергу поділяються на 39 префектур. Префектури на 117 комун, котрі поділяються на 394 кантони, що включають в себе 3644 населених пункти. Центром кожної префектури, окрім Мо, є місто, а місцеве самоврядування міста Ломе поширюється на префектури Агое-Ньїве та Гольфе.

## Історія АТП Того
У серпні 1914 року, коли Того стала французькою колонією, столицю було перенесено з Себбе то Анехо. У 1920 році її знову перенесено, але вже остаточно до Ломе. До 1950 року Того поділялась на кола (cercles):
| № | Коло       | Площа, км² | Населення, осіб (1936) | Адміністративний центр |
| - | ---------- | ---------- | ---------------------- | ---------------------- |
| 1 | Анехо      | 2 499      | 140 338                | Анехо                  |
| 2 | Клуто      | 3 761      | 44 225                 | Клуто                  |
| 3 | Ломе       | 3 401      | 91 980                 | Ломе                   |
| 4 | Манго      | 9 899      | 118 809                | Сансанне-Манго         |
| 5 | Сокоде     | 18 790     | 268 736                | Сокоде                 |
| 6 | Центральне | 16 648     | 74 040                 | Атакпаме               |

1955 року Того була розділена на 10 регіонів: Анехо, Атакпаме, Бассарі, Дапанго, Лама-Кара, Ломе, Манго, Паліме, Сокоде, Цевіє. 1960 року кількість регіонів була зменшена до 4: Центральний, Приморський, Плато та Савани. 1981 року був утворений останній 5 регіон з частин сусідніх Центрального та Кари. Після 2006 року відбулось збільшення кількості префектур шляхом відокремлення від деяких. Так у регіоні Приморський утворилась префектура Нижнє Моно із частини префектури Йото, у регіоні Плато утворились префектури Акебу із Вава, Аньє із Східного Моно та Кпеле із Клото, у регіоні Савани утворилась префектура Кінкассе із префектури Тоне, а у Центральному регіоні — префектура Мо із частин префектури Сотубуа.
2016 року, під час реформ децентралізації у Того, було утворено 4 нові префектури: Агое-Ньїве (кантони Агое-Ньїве, Вакпосіто, Тогле, Легбасіто, Сангера, Адетикопе), Мо (кантони Джаркпанга, Тінджасі, Булоху, Сайбуде, Кагнінгбара), Південне Оті (кантони Гандо, Сагбіебу, Могоу, Чамонга, Такпамба, Налі, Кумонгоу та Кунтуаре) та Східний Кпенджал (кантони Накі-Ест, Найєга, Огаро, Намуджога, Папрі, Поньо та Тамбонга).

## Регіони Того
| Регіон      | Площа, км² | Населення, осіб (2022) | Адміністративний центр | Localisation                           | Головні характеристики                    | Економіка                              |
| ----------- | ---------- | ---------------------- | ---------------------- | -------------------------------------- | ----------------------------------------- | -------------------------------------- |
| Приморський | 6 280      | 3 534 991              | Цевіє                  | Південь, на березі Атлантичного океану | Столиця Ломе, портова економіка           | Торгівля, рибальство, індустрія        |
| Плато       | 17 206     | 1 635 946              | Атакпаме               | Південний схід                         | Пересічена місцевість, вологий клімат     | Вирощування кави та какао              |
| Центральний | 13 101     | 795 529                | Сокоде                 | Центр                                  | Різноманітний рельєф, торгове перехрестя  | Продовольчі культури, місцева торгівля |
| Кара        | 11 588     | 985 512                | Кара                   | Північ                                 | Гори, долини, родючі ґрунти               | Сільське господарство, бульбівництво   |
| Савани      | 8 496      | 1 122 622              | Дапаонг                | Крайня північ                          | Напівпосушливий клімат, рослинність саван | Тваринництво, вирощування зернових     |

## Префектури Того
| Регіони     | Префектури        | Адміністративний центр | Площа, км² | Населення у префектурі, осіб (2022) | Населення у регіоні, осіб (2022) |
| ----------- | ----------------- | ---------------------- | ---------- | ----------------------------------- | -------------------------------- |
| Приморський | Аве               | Кеве                   | 1106       | 111 214                             | 3 534 991                        |
| Приморський | Агое-Ньїве        | Ломе                   | 167,1      | 882 695                             | 3 534 991                        |
| Приморський | Во                | Воган                  | 755,4      | 224 411                             | 3 534 991                        |
| Приморський | Гольфе            | Ломе                   | 214,8      | 1 305 681                           | 3 534 991                        |
| Приморський | Зіо               | Цевіє                  | 2164       | 500 032                             | 3 534 991                        |
| Приморський | Йото              | Таблігбо               | 1258       | 174 851                             | 3 534 991                        |
| Приморський | Лакс              | Анехо                  | 387,6      | 241 247                             | 3 534 991                        |
| Приморський | Нижнє Моно        | Афагнаган              | 327,3      | 94 860                              | 3 534 991                        |
| Плато       | Агу               | Агу-Гадзепе            | 1 085      | 85 793                              | 1 635 946                        |
| Плато       | Акебу             | Кугноху                | 1 130      | 73 830                              | 1 635 946                        |
| Плато       | Аму               | Амламе                 | 1 808      | 114 172                             | 1 635 946                        |
| Плато       | Аньє              | Аньє                   | 1 967      | 180 158                             | 1 635 946                        |
| Плато       | Вава              | Баду                   | 1 209      | 101 300                             | 1 635 946                        |
| Плато       | Даньї             | Даньї-Апеєме           | 396,3      | 40 240                              | 1 635 946                        |
| Плато       | Клото             | Кпаліме                | 508        | 145 986                             | 1 635 946                        |
| Плато       | Кпеле             | Кпеле-Аката            | 930,3      | 80 939                              | 1 635 946                        |
| Плато       | Огу               | Атакпаме               | 1928       | 253 467                             | 1 635 946                        |
| Плато       | Середнє Моно      | Тохун                  | 594,7      | 90 505                              | 1 635 946                        |
| Плато       | Східне Моно       | Елавагнон              | 2 599      | 164 460                             | 1 635 946                        |
| Плато       | Хахо              | Ноце                   | 3 051      | 305 096                             | 1 635 946                        |
| Центральний | Блітта            | Блітта                 | 3 128      | 163 272                             | 795 529                          |
| Центральний | Мо                | Джаркпанга             | 1 256      | 52 448                              | 795 529                          |
| Центральний | Сотубуа           | Сотубуа                | 3 154      | 138 864                             | 795 529                          |
| Центральний | Чамба             | Чамба (місто)          | 3 168      | 200 585                             | 795 529                          |
| Центральний | Чауджо            | Сокоде                 | 2 396      | 240 360                             | 795 529                          |
| Кара        | Ассолі            | Бафіло                 | 930,4      | 66 394                              | 985 512                          |
| Кара        | Бассар            | Бассар                 | 3 425      | 152 065                             | 985 512                          |
| Кара        | Бінах             | Пагуда                 | 534,7      | 84 199                              | 985 512                          |
| Кара        | Данкпен           | Герін-Кука             | 2 497      | 185 662                             | 985 512                          |
| Кара        | Дуфелгу           | Ніамтугу               | 1 151      | 84 767                              | 985 512                          |
| Кара        | Керан             | Канте                  | 1 967      | 128 687                             | 985 512                          |
| Кара        | Козах             | Кара                   | 1 804      | 283 738                             | 985 512                          |
| Савани      | Західний Кпенджал | Накі-Ест               | 773,5      | 123 330                             | 1 122 622                        |
| Савани      | Кінкассе          | Кінкассе               | 281,8      | 128 959                             | 1 122 622                        |
| Савани      | Кпенджал          | Мандурі                | 1 385      | 88 365                              | 1 122 622                        |
| Савани      | Оті               | Манго                  | 1 524      | 124 848                             | 1 122 622                        |
| Савани      | Південне Оті      | Гандо                  | 2 376      | 150 376                             | 1 122 622                        |
| Савани      | Танджаре          | Танджаре               | 946,1      | 117 969                             | 1 122 622                        |
| Савани      | Тоне              | Дапаонг                | 1 210      | 388 775                             | 1 122 622                        |

## Автономний дистрикт Великий Ломе
Автономний дистрикт Великий Ломе є особливим територіальним утворенням з місцевою владою, яка представляє місто Ломе в цілому. Територія його юрисдикції охоплює префектури Гольфе та Агое-Ньїве. Він має чітко визначені компетенції, деякі з яких поділяються з державою, зокрема в управлінні санітарією столиці, управлінні громадською установою ринків Ломе, а також відповідає за координацію дій муніципалітетів великого Ломе, які здійснюються в рамках їхніх компетенцій та які потребують координації (санітарія, транспорт, мобільність серед іншого).